# Cireres de la Muntanya d’Alacant

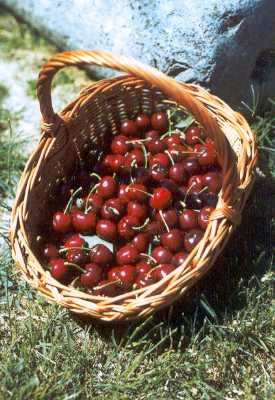
Kirschen aus La Vall de Laguar

Cireres de la Muntanya d’Alacant (valencianisch für Kirschen aus den Bergen von Alacant, spanisch Cerezas de la Montaña de Alicante) bezeichnet eine Herkunftsbezeichnung für Kirschen aus einem Gebiet nördlich der Stadt Alacant (spanisch Alicante) mit dem Status einer geschützten geografischen Angabe (kurz g.g.A.; valencianisch Indicació Geogràfica Protegida, kurz IGP; spanisch Indicación Geográfica Protegida, kurz IGP).

## Produkt
Der Regulierungsrat (spanisch Consejo Regulador, valencianisch Consell Regulador) überwacht die Einhaltung der Vorgaben durch die Herkunftsbezeichnung. Es dürfen nur die Kirschsorten Burlat, Picota, Picota Ambrunesa, Early Lory, Prime Giant, Sweet Heart, Brooks, Nimba, Frisco, Santina, Lapins, 4-84 und Sonata sowie die Bestäubersorten Stark Hardy Geant, Bing und Van verwendet werden. Die zwei Stufen Primera und Extra bezeichnen einen Fruchtdurchmesser von mindestens 21 mm respektive 23 mm.

## Region
Die Anbauregion umfasst seit 2021 die Gemeinden Agres, Alcosser, Alcoi, Alfafara, Almudaina, L’Alqueria d’Asnar, Balones, Banyeres de Mariola, Beneixama, Beniarrés, Benifallim, Benillup, Benimarfull, Biar, La Canyada, Castalla, Cocentaina, Confrides, Quatretondeta, Fageca, Gaianes, Gorga, Ibi, Xixona, L'Orxa, Millena, Monòver, Muro d’Alcoi, Penàguila, El Pinós, Planes, Salines, Saix, Tàrbena, Tollos, La Vall d’Alcalà, La Vall d’Ebo, La Vall de Gallinera, La Vall de Laguar und Villena im Norden der Provinz Alacant sowie die Gemeinden Bocairent und Ontinyent im Süden der Provinz València.
Die etwas kühleren und feuchteren Bedingungen aufgrund der naturräumlichen Bedingungen erlaubt im Vergleich zu umliegenden Gebieten den Anbau von Kirschen erwarteter Qualität. Es herrschen Jahresdurchschnittstemperaturen zwischen 13 °C und 15,5 °C sowie Jahresniederschläge zwischen 350 und 650 mm.

## Geschichte
Seit dem 16. Jahrhundert werden Kirschen in der Region durchgängig angebaut.
Am 19. Juni 1988 wurde vom valencianischen Landwirtschaftsministerium die Herkunftsbezeichnung Cerezas de la Montaña de Alicante als spezifische Bezeichnung (spanisch Denominación Específica) eingeführt und der zugehörige Regulierungsrat (spanisch Consejo Regulador) zur Kontrolle eingesetzt.
Seit 1996 gilt das europäische System der Herkunftsbezeichnungen, womit die spezifische Bezeichnung (spanisch Denominación Específica) in eine geschützte geografische Angabe (kurz g.g.A.; spanisch Indicación Geográfica Protegida, kurz IGP) umgewandelt wurde. Seit 2021 ist neben der spanischen Bezeichnung auch die valencianische Bezeichnung Cireres de la Muntanya d’Alacant offiziell.